# Zebrahead
Zebrahead ist eine fünfköpfige US-amerikanische Punk-Rock-Band aus La Habra, Orange County, Kalifornien.

## Geschichte
Gegründet wurde die Band 1996 von Ali Tabatabaee (Sprechgesang), Ben Osmundson (Bass), Greg Bergdorf (Gitarre), Ed Udhus (Schlagzeug) und Justin Mauriello (Gesang, Gitarre). Der Bandname Zebrahead wurde von der gleichnamigen Hip-Hop-Filmkomödie von 1992 entlehnt. Justin Mauriello verließ die Band 2004 aufgrund kreativer Differenzen und gründete seine eigene Truppe I Hate Kate. Er wurde durch den Nebraskaner Matty Lewis ersetzt, seines Zeichens ehemaliger Sänger der Pop-Punk-Band Jank 1000 aus Omaha.

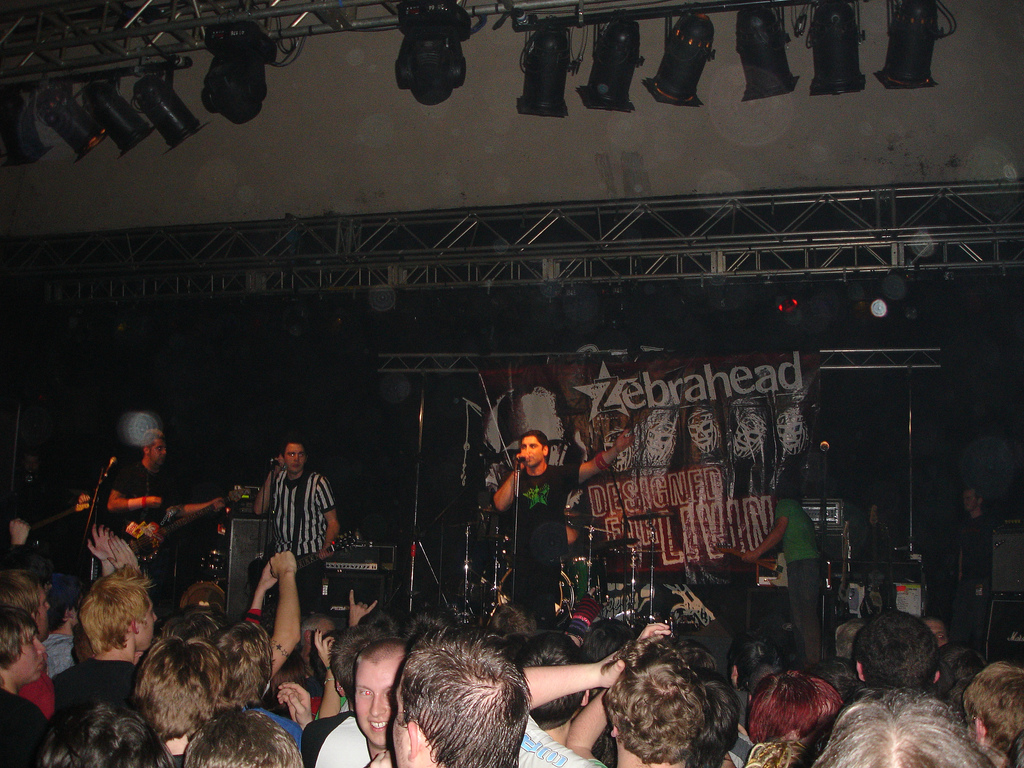
Zebrahead (2006)

Zebraheads zwölftes Album Panty Raid erschien im Jahre 2009 und beinhaltet ausschließlich Coversongs.
Nach diversen, meist auf den europäischen und japanischen Raum fokussierten Tourneen, kündigte die Band am 3. März 2011 den Beginn der Aufnahmen für ein neues, wieder eigenständig geschriebenes Album an. Es erschien unter dem Namen Get Nice! Ende Juli 2011 auf iTunes. Der europäische Verkaufsstart für die CD folgte am 5. August 2011.
Der Song With Legs Like That war die Einzugsmusik der im Februar 2010 entlassenen WWE-Diva Maria Kanellis.
Im Juli 2012 kündigten Zebrahead an, dass sie vorhaben, ein weiteres Album aufzunehmen, welches, wie später bekannt gegeben wurde, Call Your Friends heißen und am 16. August 2013 weltweit veröffentlicht werden soll.
Im Sommer 2013 teilte die Band via Facebook mit, dass der Lead-Gitarrist Greg Bergdorf die Band verlassen werde, um mehr Zeit mit seiner Familie verbringen zu können. Er wird durch Dan Palmer von der Band Death by Stereo ersetzt, welcher bereits bei Live-Auftritten für ihn einsprang. Im August 2013 erschien das Album Call Your Friends und darauf folgten Konzerte in Japan und Europa. Von Oktober bis November 2013 fand in Europa eine Clubtour statt. Im Januar und Februar 2014 gingen sie erneut auf Tour.
Im April 2015 veröffentlichte Zebrahead das Album The Early Years Revisited eine Art Greatest-Hits-Album. Hiefür wurden speziell ausgewählte Lieder früherer Alben der Band ausgewählt und in neuer Besetzung mit Matty Lewis (für Justin Mauriello) und Dan Palmer (für Greg Bergdorf) eingespielt. Des Weiteren enthält das Album einen neuen Bonus-Track bzw. zwei wenn man das Album als Vinyl-LP erwirbt.
Im Sommer 2015 spielten Zebrahead auf mehreren Festivals in Deutschland. Am 21. August 2015 veröffentlichten Zebrahead eine EP namens Out of Control. Diese EP enthält jedoch nicht nur Lieder von Zebrahead, sondern auch einige Songs von der befreundeten Band Man with a Mission. Am 16. Oktober 2015 veröffentlichten Zebrahead ihr neustes Studioalbum Walk the Plank, welches mit einer darauf folgenden Tour durch Europa verbunden war.
Im April 2021 gaben Zebrahead bekannt, dass Matty Lewis die Band verlassen habe. Ersetzt wurde er durch Adrian Estrella, Sänger der kalifornischen Punkband Assuming We Survive.

## Stil
Zebrahead mixen melodiös-kraftvollen Pop-Punk mit nicht selten aggressiven Rap-Einlagen und untersetzten insbesondere ihre älteren Songs zusätzlich mit etwas Funk. Dabei hat sich der musikalische Stil von Album zu Album stark entwickelt. Wo die angesprochenen Einflüsse des Funk gerade bei Waste of Mind hervortraten, schob sich in Playmate of the Year der Pop-Punk mit Einflüssen der 1990er-Jahre immer mehr in den Vordergrund. Mit MFZB wurde ein Stilbruch gewagt, bei dem der Fokus auf aggressivere Rap-Passagen gelegt wurde. Der Klang wurde entsprechend härter. Nach der Trennung von Mauriello versuchte man, diesen Stil fortzuführen, wobei der Gesang von Matty Lewis einen völlig neuen Klang einführte. Dieser wurde häufig kontrovers diskutiert. Nachdem sich der Nebraskaner etabliert hatte, festigte sich auch der Stil der Band. Phoenix kombinierte harte und ruhige Melodien, während Get Nice! eine Mischung aus allen Stilen bis hin zu Playmate of the Year beinhaltete. Alleinstellungsmerkmal des Albums waren enorm häufig verwendete Passagen, in denen Lewis textlich auf simple „Whoa-oh-oh“-Ausrufe zurückgriff. Die Themen ihrer Stücke umfassen Beziehungsgeschichten und, seltener, Gesellschaftskritik; auch südkalifornischer Lifestyle prägt ihre oft Slang-betonten Texte.
In einem frühen, selbst-beschreibenden Zitat heißt es: „We’re not political, we’re not out to save the world, if you listen to the lyrics it’s just about being yourself and having fun. We’re not sad, we’re not complaining that the world’s treating us like crap. …we want to keep this upbeat.“ Sinngemäß übersetzt also: „Wir sind nicht politisch und wir sind nicht da, um die Welt zu retten. Unsere Texte handeln davon, man selbst zu sein und Spaß zu haben. Wir sind nicht traurig und beschweren uns nicht, dass die Welt uns wie Dreck behandelt. Wir wollen diese positive Lebensanschauung beibehalten.“

## Bedeutung
In ihrer Heimat gilt die Band immer noch als Teil der Underground-Szene und vermochte sich bislang auch in Europa nicht für die massentaugliche Musikszene zu empfehlen. Anders sieht es da in Japan aus, wo sie auf großen Festivals auftritt.
Ihre Platte Playmate of the Year erreichte im japanischen Markt Gold (100.000 verkaufte Tonträger), genauso wie die Nachfolger-LPs MFZB sowie Broadcast To The World (jene innerhalb eines Monats). Insgesamt beläuft sich die Gesamtzahl verkaufter CDs gegenwärtig in etwa auf 950.000.
Im Jahre 2000 wurde Zebrahead für den amerikanischen Grammy Award „Best Metal Performance“ nominiert: Lemmy Kilmister, Sänger von Motörhead und Freund der Band, hatte die fünf Kalifornier im Vorfeld der Veranstaltung angefragt, ob sie ihn bei der Aufnahme des Metallica-Covers „Enter Sandman“ unterstützen könnten, da seine eigenen Musikerkollegen zu jenem Zeitpunkt außer Land gewesen waren. Zebrahead begaben sich mit Kilmister ins Studio, um seinen Gesang musikalisch zu untermalen. Letzten Endes zog jedoch das Werk, welches fälschlicherweise als eigenständige Motörhead-Produktion profiliert wurde, gegen eine Leistung der Band Black Sabbath den Kürzeren.
Anhänger Zebraheads loben insbesondere ihre als energiegeladen geltenden Live-Darbietungen sowie ein überaus freundschaftliches Verhältnis zu der Fangemeinschaft, begünstigt durch die Etablierung eines Fanclubs, dessen Mitglieder durch spezielle T-Shirts als solche gekennzeichnet werden, um so von Zusatzleistungen seitens der Band profitieren zu können. In ihrer bisherigen Tour-Geschichte spielten Zebrahead unter anderem zusammen mit Bands wie 311, Reel Big Fish, The Offspring, Less Than Jake, MxPx, Green Day, The Matches, Beastie Boys, Simple Plan, Itchy Poopzkid, Sum 41, blink-182 oder Sugar Ray, wobei in jüngster Zeit vor allem Großbritannien und das restliche Europa wiederholt bereist wurden.

## Diskografie

### Alben und EPs
- 1998: Yellow (self-titled)
- 1998: Waste of Mind
- 2000: Playmate of the Year
- 2001: Stupid Fat Americans (EP)
- 2003: MFZB
- 2004: Waste pf MFZB (B Seiten)
- 2005: Buried Tracks (Fanclub-Limited-Edition)
- 2006: Broadcast to the World
- 2008: Mashup to the World (EP)
- 2008: Not the New Album (EP)
- 2008: Phoenix
- 2009: Panty Raid (Cover-Versionen)
- 2011: Get Nice
- 2013: Call Your Friends
- 2014: Way More Beer! (Live)
- 2015: The Early Years Revisited
- 2015: Out of Control (EP)
- 2015: Walk the Plank
- 2017: The Bonus Brothers
- 2019: Brain Invaders
- 2020: Wanna Sell Your Soul? (EP)

### Singles
- 1998: Get Back
- 1999: The Real Me
- 1999: Feel This Way (nur Japan)
- 2000: Playmate of the Year
- 2001: Now or Never (nur Japan)
- 2003: Into You (nur Japan)
- 2004: Rescue Me
- 2004: Hello Tomorrow
- 2004: Are You for Real? (nur Japan)
- 2004: Falling Apart
- 2006: Anthem
- 2006: His World
- 2006: Postcards from Hell
- 2007: Karma Flavored Whisky
- 2007: The Walking Dead
- 2008: Mental Health
- 2008: Hell Yeah
- 2008: The Juggernauts
- 2009: Girlfriend (Avril-Lavigne-Cover)
- 2010: Underneath It All (No-Doubt-Cover)
- 2011: Ricky Bobby
- 2011: Get Nice!
- 2011: She Don’t Wanna Rock
- 2011: Blackout
- 2013: Call Your Friends
- 2015: Devil on My Shoulder
- 2015: Worse Than This
- 2016: So What
- 2016: Blue Light Special
- 2019: All My Friends Are Nobodies
- 2019: We’re Not Alright
- 2019: When Both Sides Suck, We’re All Winners
- 2019: If You’re Looking for Your Kniff, I Think My Back Found It
- 2019: The Perfect Crime
- 2020: Shock and Awe by the Sea
- 2022: No Tomorrow

### Videoalben
- 2004: The Show Must Go Off! Zebrahead Live at the House of Blues Anaheim, CA (Episode 12) (Kung Fu Films)
- 2004: Blood, Sweat & Beers – Live in Tokio, Japan (Eigenveröffentlichung)
- 2007: Broadcast to the World: The Fucking DVD (Eigenveröffentlichung)
- 2014: Way More Beer! (Eigenveröffentlichung)

## Auszeichnungen für Musikverkäufe
| Goldene Schallplatte - Japan - 2000: für das Album Playmate of the Year - 2003: für das Album MFZB - 2006: für das Album Broadcast to the World |

Anmerkung: Auszeichnungen in Ländern aus den Charttabellen bzw. Chartboxen sind in ebendiesen zu finden.
| Land/RegionAuszeichnungen für Musikverkäufe (Land/Region, Auszeichnungen, Verkäufe, Quellen) | Gold     | Platin | Verkäufe | Quellen    |
| -------------------------------------------------------------------------------------------- | -------- | ------ | -------- | ---------- |
| Japan (RIAJ)                                                                                 | 3× Gold3 | —      | 300.000  | riaj.or.jp |
| Insgesamt                                                                                    | 3× Gold3 | —      |          |            |